# Pokój 666
Pokój 666 (oryg. Chambre 666) – krótkometrażowy film Wima Wendersa nakręcony podczas 35. MFF w Cannes w maju 1982.

## Opis fabuły
Akcja filmu rozgrywa się w pokoju nr 666 w hotelu Martinez w Cannes. W pokoju tym znajdowała się 16-milimetrowa kamera, krzesło, stół, magnetofon i telewizor (uruchomiony, lecz z wyłączonym dźwiękiem). Wenders poprosił kilkunastu reżyserów przebywających w Cannes, aby pojedynczo wchodzili do pokoju, samodzielnie uruchamiali kamerę i magnetofon, a następnie odpowiadali na pytanie i uwagi, zapisane przez Wendersa na pozostawionej na stole kartce. Uwagi dotyczyły przyszłości kina w czasach telewizji i wideo, wobec zmieniających się warunków produkcji i dystrybucji filmów oraz w czasie kryzysu sztuki, która, zdaniem Wendersa, coraz rzadziej opowiada o świecie zewnętrznym, a coraz częściej odnosi się sama do siebie. Pytanie reżysera brzmiało: Czy kino staje się językiem martwym, sztuką, znajdującą się w stanie upadku? [org. Is cinema becoming a dead language, an art which is already in the process of decline?].
Na pytanie Wendersa odpowiedzieli m.in. Jean-Luc Godard, Werner Herzog, Michelangelo Antonioni, Steven Spielberg, Rainer Werner Fassbinder, Paul Morrissey, Monte Hellman, Roman Goupil, Susan Seidelman, Robert Kramer, Anna Carolina, Mahroun Bagdadi i Yılmaz Güney (przy czym ten ostatni nie mógł wziąć osobiście udziału w projekcie, jego odpowiedź została przed kamerą odczytana przez Wendersa).

## Nawiązanie
W 2008 roku Gustavo Spolidoro w filmie Back to Room 666 nawiązał do filmu Wendersa, również zapraszając reżyserów do wypowiedzenia się w tej formie na temat przyszłości kina. W filmie Spolidoro wystąpili m.in. ci sami rozmówcy, którzy wypowiadali się w Pokoju 666, na pytania odpowiada również Wim Wenders.